# Mihai Răzvan Ungureanu
Mihai Răzvan Ungureanu (Jászvásár, 1968. szeptember 22. –) román történész, diplomata, politikus, Románia miniszterelnöke.

## Élete
2004-ben lépett be a Nemzeti Liberális Pártba. 2004. december 28. és 2007. március 12. között külügyminiszter volt, majd a Külügyi Hírszerző Szolgálat (SIE) vezetőjévé nevezték ki. Emil Boc lemondása után nevezte ki miniszterelnökké Traian Băsescu elnök; esküjét 2012. február 9-én tette le.
Băsescu államfő 2012. április 5-én megbízza a környezetvédelmi és erdészeti tárca ideiglenes vezetésével, miután a korrupció gyanújába keveredett Borbély László miniszter benyújtotta lemondását.
Az ellenzéki Szociálliberális Unió (USL) 2012 márciusban bejelentette, hogy bizalmatlansági indítványt terjeszt be a kormánya ellen, amiért az úgymond engedett a Romániai Magyar Demokrata Szövetség (RMDSZ) zsarolásának, és kormányhatározattal alapított különálló kart a magyar orvosképzés számára a Marosvásárhelyi Orvosi és Gyógyszerészeti Egyetemen (MOGYE). Az április 27-én megtartott bizalmatlansági szavazáson – miután 10 törvényhozó állt át az ellenzékhez Ungureanu fő erejét alkotó Demokrata Liberális Pártból (PDL) – a kormány megbukott.
2012. szeptember 7-én a jobboldali Polgári Erő (Forța Civică, FC) elnökévé választották.
A Pécsi Tudományegyetem Díszdoktoravató Ünnepi Szenátusi Ülésén 2012. december 13-án a PTE Rektora és Szenátusa az egyetem díszdoktorává fogadta Mihai Razvan Ungureanu volt miniszterelnököt.

## Fordítás
- Ez a szócikk részben vagy egészben a Mihai Răzvan Ungureanu című angol Wikipédia-szócikk ezen változatának fordításán alapul.  Az eredeti cikk szerkesztőit annak laptörténete sorolja fel. Ez a jelzés csupán a megfogalmazás eredetét és a szerzői jogokat jelzi, nem szolgál a cikkben szereplő információk forrásmegjelöléseként.